# Thái độ xã hội đối với đồng tính luyến ái

Pew Global Attitudes Project 2019: Đồng tính luyến ái có nên được chấp nhận trong xã hội? Phần trăm người phản hồi trả lời rằng nên được chấp nhận:
0–10%
11–20%
21–30%
31–40%
41–50%
51–60%
61–70%
71–80%
81–90%
91–100%
Không có dữ liệu

Thái độ xã hội đối với đồng tính luyến ái khác nhau ở các nền văn hóa và ở các giai đoạn trong lịch sử cũng như thái độ đối với ham muốn tình dục, hành vi tình dục và các mối quan hệ nói chung. Mỗi nền văn hóa đều có những chuẩn mực riêng về tình dục, trong đó có vài nền văn hóa tán thành tình yêu và tình dục đồng giới trong khi những nền văn hóa khác không tán thành. Cũng như trong dị tính luyến ái, có những quy định khác nhau tùy thuộc vào giới tính, độ tuổi, giai cấp và tầng lớp xã hội. Chẳng hạn, thời cận đại ở Nhật Bản, đối với các samurai, một thiếu niên được khuyến khích quan hệ tình dục với một chiến binh lớn tuổi  Chúng đạo—Shudo) nhưng quan hệ giữa hai người nam trưởng thành là không thích hợp.
Hầu hết các nền văn hóa trên thế giới coi tình dục truyền chủng của quan hệ được thừa nhận (ví dụ như hôn nhân) là một chuẩn mực. Quan hệ đồng giới về mặt tình cảm hoặc tình dục đôi khi cũng được xét tới. Vài tôn giáo đặc biệt là các tôn giáo Abraham lên án hành vi và quan hệ đồng tính luyến ái, nhiều trường hợp bị trừng phạt rất nặng. Từ thập niên 1970, nhiều nơi trên thế giới đã bắt đầu công nhận quan hệ tình dục đồng giới giữa những người đủ tuổi. Thống kê về thái độ toàn cầu năm 2003 của Trung tâm nghiên cứu Pew cho thấy châu Phi và Trung Đông chống đối đồng tính một cách mạnh mẽ. Trong khi người ở Mỹ Latin như México, Argentina, Bolivia và Brasil thì cởi mở hơn rất nhiều. Quan niệm ở châu Âu thì nằm giữa phương Tây và phương Đông.  Đa số các nước Tây Âu trong cuộc thăm dò cho rằng xã hội nên chấp nhận đồng tính, trong khi đó người Nga,  người Ba Lan và người Ukraina phản đối. Người Mỹ chia làm hai nhóm: 51% ủng hộ và 42% phản đối."

## Đo lường thái độ đối với đồng tính luyến ái
Từ những năm 1970, thái độ đối với người đồng tính và người song tính cũng như những yếu tố văn hóa và xã hội tạo ra những thái độ đó đã được nghiên cứu. Nhiều công trình nghiên cứu sự phổ biến của thái độ chấp nhận và thái độ phản đối cho thấy những kết quả thống nhất ở từng vùng hoặc từng nhóm người. Chẳng hạn, tại nhiều nghiên cứu (chủ yếu ở Hoa Kỳ) cho thấy những người có thái độ cởi mở với đồng tính luyến ái thường là những nhóm người như: phụ nữ, người da trắng, người trẻ tuổi, không theo tôn giáo nào, có trình độ học vấn, tư tưởng chính trị tự do hoặc ôn hòa hoặc là người có quan hệ cá nhân với người đồng tính công khai. Họ cũng có thái độ cởi mở đối với các nhóm thiểu số khác và thường không ủng hộ vai trò giới tính (gender role) thông thường. Nhiều nghiên cứu cho thấy đàn ông dị tính luyến ái có thành kiến đối với người đồng tính nam hơn đối với người đồng tính nữ một ít. Vài nghiên cứu cho thấy phụ nữ dị tính có thành kiến đối với người đồng tính nữ hơn đối với người đồng tính nam một ít.
Các nhà tâm lý xã hội như Gregory Herek đã tìm hiểu nguyên do của chứng ghê sợ đồng tính luyến ái và thấy rằng đồng tính luyến ái thường bị nghĩ là liên quan tới AIDS, chứng ấu dâm và sự thay đổi giới tính. Sự phổ biến của tư tưởng này đang được bàn cãi.
Các nhà nghiên cứu hiện đã đánh giá thái độ của người dị tính đối với người đồng tính bằng nhiều cách khác nhau. Những cách phổ biến nhất được đề xuất bởi Herek, Larson và đồng sự, Kite và Deaux, Haddock và đồng sự.
Nhiều nhóm dân cư công nhận đồng tính luyến ái hơn các nhóm khác. Ở Hoa Kỳ, người Mỹ gốc Phi thường ít cởi mở đối với đồng tính luyến ái hơn người Mỹ da trắng. Người Israel là cởi mở nhất ở các nước Trung Đông, điều này được thể hiện qua luật pháp và văn hóa của Israel. Trong cộng đồng Israel, người Do Thái cởi mở hơn người Ả Rập. Theo một cuộc thăm dò năm 2007, phần lớn người Do Thái Israel sẽ chấp nhận nếu con mình là đồng tính và tiếp tục sống một cách bình thường.
Số nghiên cứu về thái độ của xã hội đối với song tính luyến ái lại ít hơn nhiều. Họ so sánh thái độ của người dị tính đối với người song tính và đối với người đồng tính và thấy được mức độ thù ghét, kỳ thị và bạo hành tương tự.

### Hôn nhân cùng giới
Thăm dò ý kiến về hôn nhân cùng giới theo quốc gia
| Quốc gia                    | Hãng thăm dò ý kiến                  | Năm       | Ủng hộ    | Phản đối                            | Chưa biết      | Biên độ lỗi | Nguồn         |
| --------------------------- | ------------------------------------ | --------- | --------- | ----------------------------------- | -------------- | ----------- | ------------- |
| Andorra                     | Institut d'Estudis Andorrans         | 2013      | 70% (79%) | 19% (21%)                           | 11%            |             | [ 19 ]        |
| Antigua và Barbuda          | AmericasBarometer                    | 2017      | 12%       | –                                   | –              |             | [ 20 ]        |
| Argentina                   | Ipsos                                | 2023      | 70% (81%) | 16% [8% ủng hộ một số quyền] (19%)  | 14% không chắc | ±3.5%       | [ 21 ]        |
| Argentina                   | Pew Research Center                  | 2023      | 67% (72%) | 26% 28%                             | 7%             | ±3.6%       | [ 22 ]        |
| Armenia                     | Pew Research Center                  | 2015      | 3% (3%)   | 96% (97%)                           | 1%             | ±3%         | [ 23 ] [ 24 ] |
| Aruba                       |                                      | 2021      | 46%       |                                     |                |             | [ 25 ]        |
| Úc                          | Ipsos                                | 2023      | 63% (70%) | 27% [16% ủng hộ một số quyền] (30%) | 10% không chắc | ±3.5%       | [ 21 ]        |
| Úc                          | Pew Research Center                  | 2023      | 75% (77%) | 23%                                 | 2%             | ±3.6%       | [ 22 ]        |
| Áo                          | Eurobarometer                        | 2019      | 66% (69%) | 30% (31%)                           | 4%             |             | [ 26 ]        |
| Bahamas                     | AmericasBarometer                    | 2015      | 11%       | –                                   | –              |             | [ 27 ]        |
| Belarus                     | Pew Research Center                  | 2015      | 16% (16%) | 81% (84%)                           | 3%             | ±4%         | [ 23 ] [ 24 ] |
| Bỉ                          | Ipsos                                | 2023      | 72% (81%) | 17% [9% ủng hộ một số quyền] (19%)  | 10% không chắc | ±3.5%       | [ 21 ]        |
| Belize                      | AmericasBarometer                    | 2014      | 8%        | –                                   | –              |             | [ 27 ]        |
| Bolivia                     | AmericasBarometer                    | 2017      | 35%       | 65%                                 | –              | ±1.0%       | [ 20 ]        |
| Bosnia và Herzegovina       | Pew Research Center                  | 2015–2016 | 13% (14%) | 84% (87%)                           | 4%             | ±4%         | [ 23 ] [ 24 ] |
| Brasil                      | Ipsos                                | 2023      | 51% (64%) | 29% [15% ủng hộ một số quyền] (36%) | 20% không chắc | ±3.5%       | [ 21 ]        |
| Brasil                      | Pew Research Center                  | 2023      | 52% (57%) | 40% (43%)                           | 8%             | ±3.6%       | [ 22 ]        |
| Bulgaria                    | Eurobarometer                        | 2019      | 16% (18%) | 74% (82%)                           | 10%            |             | [ 26 ]        |
| Campuchia                   | Pew Resarch Center                   | 2023      | 57% (58%) | 42%                                 | 1%             |             | [ 22 ]        |
| Canada                      | Ipsos                                | 2023      | 69% (80%) | 17% [7% ủng hộ một số quyền] (20%)  | 15% không chắc | ±3.5%       | [ 21 ]        |
| Canada                      | Pew Research Center                  | 2023      | 79% (84%) | 15% (16%)                           | 6%             | ±3.6%       | [ 22 ]        |
| Chile                       | Ipsos                                | 2023      | 65% (73%) | 24% [18% ủng hộ một số quyền] (27%) | 12%            | ±3.5%       | [ 21 ]        |
| Trung Quốc                  | Ipsos                                | 2021      | 43% (52%) | 39% [20% ủng hộ một số quyền] (48%) | 18% không chắc | ±3.5%       | [ 28 ]        |
| Colombia                    | Ipsos                                | 2023      | 49% (60%) | 33% [21% ủng hộ một số quyền] (40%) | 18%            |             | [ 21 ]        |
| Costa Rica                  | CIEP                                 | 2018      | 35%       | 64%                                 | 1%             |             | [ 29 ]        |
| Croatia                     | Eurobarometer                        | 2019      | 39% (41%) | 55% (59%)                           | 6%             |             | [ 26 ]        |
| Cuba                        | Apretaste                            | 2019      | 63%       | 37%                                 | –              |             | [ 30 ]        |
| Síp                         | Eurobarometer                        | 2019      | 36% (38%) | 60% (62%)                           | 4%             |             | [ 26 ]        |
| Cộng hòa Séc                | Median agency                        | 2019      | 67%       | –                                   | –              |             | [ 31 ]        |
| Đan Mạch                    | Eurobarometer                        | 2019      | 89% (92%) | 8% (8%)                             | 3%             |             | [ 26 ]        |
| Dominica                    | AmericasBarometer                    | 2017      | 10%       | 90%                                 | –              | ±1.1%       | [ 20 ]        |
| Cộng hòa Dominica           | CDN 37                               | 2018      | 45%       | 55%                                 | -              |             | [ 32 ]        |
| Ecuador                     | AmericasBarometer                    | 2019      | 23% (31%) | 51% (69%)                           | 26%            |             | [ 33 ]        |
| El Salvador                 | Universidad Francisco Gavidia        | 2021      |           | 82,5%                               | –              |             | [ 34 ]        |
| Estonia                     | HumanrightsEE                        | 2023      | 53% (58%) | 39% (42%)                           | 8%             |             | [ 35 ]        |
| Phần Lan                    | Eurobarometer                        | 2019      | 76% (78%) | 21% (22%)                           | 3%             |             | [ 26 ]        |
| Pháp                        | Ipsos                                | 2023      | 66% (73%) | 25% [15% ủng hộ một số quyền] (27%) | 9% không chắc  | ±3.5%       | [ 21 ]        |
| Pháp                        | Pew Research Center                  | 2023      | 82% (85%) | 14% (15%)                           | 4%             | ±3.6%       | [ 22 ]        |
| Gruzia                      | Women's Initiatives Supporting Group | 2021      | 10% (12%) | 75% (88%)                           | 15%            |             | [ 36 ]        |
| Đức                         | Ipsos                                | 2023      | 62% (71%) | 25% [12% ủng hộ một số quyền] (29%) | 14% không chắc | ±3.5%       | [ 21 ]        |
| Đức                         | Pew Research Center                  | 2023      | 80% (82%) | 18%                                 | 2%             | ±3.6%       | [ 22 ]        |
| Hy Lạp                      | Pew Research Center                  | 2023      | 48% (49%) | 49% (51%)                           | 3%             | ±3.6%       | [ 22 ]        |
| Grenada                     | AmericasBarometer                    | 2017      | 12%       | 88%                                 | –              | ±1.4%c      | [ 20 ]        |
| Guatemala                   | AmericasBarometer                    | 2017      | 23%       | 77%                                 | –              | ±1.1%       | [ 20 ]        |
| Guyana                      | AmericasBarometer                    | 2017      | 21%       | 79%                                 | –              | ±1.3%       | [ 27 ]        |
| Haiti                       | AmericasBarometer                    | 2017      | 5%        | 95%                                 | –              | ±0.3%       | [ 20 ]        |
| Honduras                    | CID Gallup                           | 2018      | 17% (18%) | 75% (82%)                           | 8%             |             | [ 37 ]        |
| Hồng Kông                   | Pew Resarch Center                   | 2023      | 58% (59%) | 40% (41%)                           | 2%             |             | [ 22 ]        |
| Hungary                     | Ipsos                                | 2023      | 47% (57%) | 36% [20% ủng hộ một số quyền] (43%) | 18% không chắc | ±3.5%       | [ 21 ]        |
| Hungary                     | Pew Research Center                  | 2023      | 31% (33%) | 64% (67%)                           | 5%             | ±3.6%       | [ 22 ]        |
| Iceland                     | Gallup                               | 2006      | 89%       | 11%                                 | –              |             | [ 38 ]        |
| Ấn Độ                       | Pew Research Center                  | 2023      | 53% (55%) | 43% (45%)                           | 4%             | ±3.6%       | [ 22 ]        |
| Indonesia                   | Pew Research Center                  | 2023      | 5%        | 92% (95%)                           | 3%             | ±3.6%       | [ 22 ]        |
| Ireland                     | Ipsos                                | 2023      | 64% (72%) | 25% [13% ủng hộ một số quyền] (28%) | 11%            |             | [ 21 ]        |
| Israel                      | Pew Research Center                  | 2023      | 36% (39%) | 56% (61%)                           | 8%             | ±3.6%       | [ 22 ]        |
| Ý                           | Ipsos                                | 2023      | 61% (67%) | 30% [21% ủng hộ một số quyền] (33%) | 9% không chắc  | ±3.5%       | [ 21 ]        |
| Ý                           | Pew Research Center                  | 2023      | 73% (75%) | 25%                                 | 2%             | ±3.6%       | [ 22 ]        |
| Jamaica                     | AmericasBarometer                    | 2017      | 16%       | 84%                                 | –              | ±1.0%       | [ 20 ]        |
| Nhật Bản                    | Kyodo News                           | 2023      | 64% (72%) | 25% (28%)                           | 11%            |             | [ 39 ]        |
| Nhật Bản                    | Asahi Shimbun                        | 2023      | 72% (80%) | 18% (20%)                           | 10%            |             | [ 40 ]        |
| Nhật Bản                    | Ipsos                                | 2023      | 38% (49%) | 40% [31% ủng hộ một số quyền] (51%) | 22% không chắc | ±3.5%       | [ 21 ]        |
| Nhật Bản                    | Pew Research Center                  | 2023      | 68% (72%) | 26% (28%)                           | 6%             | ±2.75%      | [ 22 ]        |
| Kazakhstan                  | Pew Research Center                  | 2016      | 7% (7%)   | 89% (93%)                           | 4%             |             | [ 23 ] [ 24 ] |
| Kenya                       | Pew Research Center                  | 2023      | 9%        | 90% (91%)                           | 1%             | ±3.6%       | [ 22 ]        |
| Latvia                      | Eurobarometer                        | 2019      | 24% (26%) | 70% (74%)                           | 6%             |             | [ 26 ]        |
| Liechtenstein               | Liechtenstein Institut               | 2021      | 72%       | 28%                                 | 0%             |             | [ 41 ]        |
| Litva                       | Eurobarometer                        | 2019      | 30% (32%) | 63% (68%)                           | 7%             |             | [ 26 ]        |
| Luxembourg                  | Eurobarometer                        | 2019      | 85% (90%) | 9% (10%)                            | 6%             |             | [ 26 ]        |
| Malaysia                    | Pew Resarch Center                   | 2023      | 17%       | 82% (83%)                           | 1%             |             | [ 22 ]        |
| Malta                       | Eurobarometer                        | 2019      | 67% (73%) | 25% (27%)                           | 8%             |             | [ 26 ]        |
| México                      | Ipsos                                | 2023      | 58% (67%) | 28% [17% ủng hộ một số quyền] (33%) | 14% không chắc | ±4.8%       | [ 21 ]        |
| México                      | Pew Research Center                  | 2023      | 63% (66%) | 32% (34%)                           | 5%             | ±3.6%       | [ 22 ]        |
| Moldova                     | Pew Research Center                  | 2015      | 5% (5%)   | 92% (95%)                           | 3%             | ±4%         | [ 23 ] [ 24 ] |
| Mozambique (3 thành phố)    | Lambda                               | 2017      | 28% (32%) | 60% (68%)                           | 12%            |             | [ 42 ]        |
| Hà Lan                      | Ipsos                                | 2023      | 80% (85%) | 14% [6% ủng hộ một số quyền] (15%)  | 7% không chắc  | ±3.5%       | [ 21 ]        |
| Hà Lan                      | Pew Research Center                  | 2023      | 89% (90%) | 10%                                 | 1%             | ±3.6%       | [ 22 ]        |
| New Zealand                 | Ipsos                                | 2023      | 70% (78%) | 20% [11% ủng hộ một số quyền] (22%) | 9%             | ±3.5%       | [ 21 ]        |
| Nicaragua                   | AmericasBarometer                    | 2017      | 25%       | 75%                                 | –              | ±1.0%       | [ 20 ]        |
| Nigeria                     | Pew Research Center                  | 2023      | 2%        | 97% (98%)                           | 1%             | ±3.6%       | [ 22 ]        |
| Na Uy                       | Pew Research Center                  | 2017      | 72% (79%) | 19% (21%)                           | 9%             |             | [ 23 ] [ 24 ] |
| Panama                      | AmericasBarometer                    | 2017      | 22%       | 78%                                 | –              | ±1.1%       | [ 20 ]        |
| Paraguay                    | AmericasBarometer                    | 2017      | 26%       | 74%                                 | –              | ±0.9%       | [ 20 ]        |
| Peru                        | Ipsos                                | 2023      | 41% (51%) | 40% [24% ủng hộ một số quyền] (49%) | 19%            | ±3.5%       | [ 21 ]        |
| Philippines                 | SWS                                  | 2018      | 22% (26%) | 61% (73%)                           | 16%            |             | [ 43 ]        |
| Ba Lan                      | Ipsos                                | 2023      | 32% (36%) | 57% [35% ủng hộ một số quyền] (64%) | 11%            | ±3.5%       | [ 21 ]        |
| Ba Lan                      | Pew Research Center                  | 2023      | 41% (43%) | 54% (57%)                           | 5%             | ±3.6%       | [ 22 ]        |
| Bồ Đào Nha                  | Ipsos                                | 2023      | 80% (84%) | 15% [11% ủng hộ một số quyền] (16%) | 5%             |             | [ 21 ]        |
| Romania                     | Ipsos                                | 2023      | 25% (30%) | 59% [26% ủng hộ một số quyền] (70%) | 17%            | ±3.5%       | [ 21 ]        |
| Nga                         | Ipsos                                | 2021      | 17% (21%) | 64% [12% ủng hộ một số quyền] (79%) | 20% không chắc | ±4.8%       | [ 28 ]        |
| Nga                         | FOM                                  | 2019      | 7% (8%)   | 85% (92%)                           | 8%             | ±3.6%       | [ 44 ]        |
| Saint Kitts và Nevis        | AmericasBarometer                    | 2017      | 9%        | 91%                                 | –              | ±1.0%       | [ 20 ]        |
| Saint Lucia                 | AmericasBarometer                    | 2017      | 11%       | 89%                                 | –              | ±0.9%       | [ 20 ]        |
| Saint Vincent và Grenadines | AmericasBarometer                    | 2017      | 4%        | 96%                                 | –              | ±0.6%       | [ 20 ]        |
| Serbia                      | Civil Rights Defender                | 2020      | 26%       | –                                   | –              | ±3.33%      | [ 45 ]        |
| Singapore                   | Ipsos                                | 2023      | 32% (39%) | 50% [23% ủng hộ một số quyền] (61%) | 19%            | ±3.5%       | [ 21 ]        |
| Singapore                   | Pew Resarch Center                   | 2023      | 45% (47%) | 51% (53%)                           | 4%             |             | [ 22 ]        |
| Slovakia                    | Ipsos                                | 2022      | 32% (36%) | 56% (64%)                           | 13%            |             | [ 46 ]        |
| Slovenia                    | Eurobarometer                        | 2019      | 62% (64%) | 35% (36%)                           | 3%             |             | [ 26 ]        |
| Nam Phi                     | Ipsos                                | 2023      | 57% (66%) | 29% [10% ủng hộ một số quyền] (34%) | 14%            | ±3.5%       | [ 21 ]        |
| Nam Phi                     | Pew Research Center                  | 2023      | 38% (39%) | 59% (61%)                           | 3%             | ±3.6%       | [ 22 ]        |
| Hàn Quốc                    | Ipsos                                | 2023      | 35% (45%) | 42% [18% ủng hộ một số quyền] (55%) | 23% không chắc | ±3.5%       | [ 21 ]        |
| Hàn Quốc                    | Pew Resarch Center                   | 2023      | 41% (42%) | 56% (58%)                           | 3%             |             | [ 22 ]        |
| Tây Ban Nha                 | Ipsos                                | 2023      | 78% (82%) | 17% [12% ủng hộ một số quyền] (18%) | 5% không chắc  | ±3.5%       | [ 21 ]        |
| Tây Ban Nha                 | Pew Research Center                  | 2023      | 87% (90%) | 10%                                 | 3%             | ±3.6%       | [ 22 ]        |
| Sri Lanka                   | Pew Resarch Center                   | 2023      | 23% (25%) | 69% (75%)                           | 8%             |             | [ 22 ]        |
| Suriname                    | AmericasBarometer                    | 2014      | 18%       | –                                   | –              |             | [ 27 ]        |
| Thụy Điển                   | Ipsos                                | 2023      | 75% (82%) | 16% [7% ủng hộ một số quyền] (18%)  | 9% không chắc  | ±3.5%       | [ 21 ]        |
| Thụy Điển                   | Pew Research Center                  | 2023      | 92% (94%) | 6%                                  | 2%             | ±3.6%       | [ 22 ]        |
| Thụy Sĩ                     | Ipsos                                | 2023      | 54% (61%) | 34% [16% ủng hộ một số quyền] (39%) | 13% không chắc | ±3.5%       | [ 21 ]        |
| Đài Loan                    | CNA                                  | 2023      | 63%       | 37%                                 |                |             | [ 47 ]        |
| Đài Loan                    | Pew Resarch Center                   | 2023      | 45% (51%) | 43% (49%)                           | 12%            |             | [ 22 ]        |
| Thái Lan                    | Ipsos                                | 2023      | 55% (65%) | 29% [18% ủng hộ một số quyền] (35%) | 16% không chắc | ±3.5%       | [ 21 ]        |
| Thái Lan                    | Pew Resarch Center                   | 2023      | 60% (65%) | 32% (35%)                           | 8%             |             | [ 22 ]        |
| Trinidad và Tobago          | AmericasBarometer                    | 2014      | 16%       | –                                   | –              |             | [ 27 ]        |
| Thổ Nhĩ Kỳ                  | Ipsos                                | 2023      | 20% (28%) | 52% [22% ủng hộ một số quyền] (72%) | 28% không chắc | ±3.5%       | [ 21 ]        |
| Ukraina                     | Rating                               | 2023      | 37% (47%) | 42% (53%)                           | 22%            | ±1.5%       | [ 48 ]        |
| Anh Quốc                    | YouGov                               | 2023      | 77% (84%) | 15% (16%)                           | 8%             |             | [ 49 ]        |
| Anh Quốc                    | Ipsos                                | 2023      | 64% (70%) | 27% [14% ủng hộ một số quyền] (30%) | 9% không chắc  | ±3.5%       | [ 21 ]        |
| Anh Quốc                    | Pew Research Center                  | 2023      | 74% (77%) | 22% (23%)                           | 4%             | ±3.6%       | [ 22 ]        |
| Hoa Kỳ                      | Ipsos                                | 2023      | 54% (64%) | 31% [14% ủng hộ một số quyền] (36%) | 15% không chắc | ±3.5%       | [ 21 ]        |
| Hoa Kỳ                      | Pew Research Center                  | 2023      | 63% (65%) | 34% (35%)                           | 3%             | ±3.6%       | [ 22 ]        |
| Uruguay                     | Equipos Consultores                  | 2019      | 59% (68%) | 28% (32%)                           | 13%            |             | [ 50 ]        |
| Venezuela                   | Equilibrium Cende                    | 2023      | 55% (63%) | 32% (37%)                           | 13%            |             | [ 51 ]        |
| Việt Nam                    | Pew Resarch Center                   | 2023      | 65% (68%) | 30% (32%)                           | 5%             |             | [ 22 ]        |

### Nhận con nuôi
| Quốc gia   | Đơn vị khảo sát  | Năm  | Ủng hộ | Phản đối | Không biết/trung lập/không có câu trả lời/khác |
| ---------- | ---------------- | ---- | ------ | -------- | ---------------------------------------------- |
| Trung Quốc | Ipsos            | 2021 | 66%    | 30%      | 4%                                             |
| Ấn Độ      | Ipsos            | 2021 | 66%    | 21%      | 13%                                            |
| Israel     | Midgam Institute | 2017 | 60%    | -        | -                                              |
| Nhật Bản   | Ipsos            | 2021 | 68%    | 20%      | 13%                                            |
| Malaysia   | Ipsos            | 2021 | 24%    | 65%      | 11%                                            |
| Nga        | Ipsos            | 2021 | 23%    | 67%      | 10%                                            |
| Hàn Quốc   | Ipsos            | 2021 | 46%    | 45%      | 9%                                             |
| Thổ Nhĩ Kỳ | Ipsos            | 2021 | 39%    | 44%      | 18%                                            |

| Quốc gia       | Đơn vị thăm dò ý kiến   | Năm  | Ủng hộ | Phản đối | Không biết/trung lập/không có câu trả lời/khác |
| -------------- | ----------------------- | ---- | ------ | -------- | ---------------------------------------------- |
| Áo             | IMAS                    | 2015 | 46%    | 48%      | 6%                                             |
| Bỉ             | Ipsos                   | 2021 | 72%    | 21%      | 7%                                             |
| Bulgaria       | Eurobarometer           | 2006 | 12%    | 68%      | 20%                                            |
| Síp            | Eurobarometer           | 2006 | 10%    | 86%      | 4%                                             |
| Cộng Hòa Séc   | CVVM                    | 2019 | 47%    | 47%      | 6%                                             |
| Đan Mạch       | Pew Research Center     | 2017 | 75%    | -        | -                                              |
| Estonia        | ASi                     | 2012 | 26%    | 66%      | 8%                                             |
| Phần Lan       | Taloustutkimus          | 2013 | 51%    | 42%      | 7%                                             |
| Pháp           | Ipsos                   | 2021 | 62%    | 29%      | 10%                                            |
| Đức            | Ipsos                   | 2021 | 69%    | 24%      | 6%                                             |
| Hy Lạp         | KAPA Research           | 2020 | 40%    | 57%      | 3%                                             |
| Hungary        | Ipsos                   | 2021 | 59%    | 36%      | 5%                                             |
| Ireland        | Red C Poll              | 2011 | 60%    | -        | -                                              |
| Ý              | Ipsos                   | 2021 | 59%    | 36%      | 5%                                             |
| Latvia         | Eurobarometer           | 2006 | 8%     | 89%      | 3%                                             |
| Litva          | Eurobarometer           | 2006 | 12%    | 82%      | 6%                                             |
| Luxembourg     | Politmonitor            | 2013 | 55%    | 44%      | 1%                                             |
| Malta          | Misco                   | 2014 | 20%    | 80%      | -                                              |
| Hà Lan         | Ipsos                   | 2021 | 83%    | 12%      | 5%                                             |
| Na Uy          | YouGov                  | 2012 | 54%    | 34%      | 12%                                            |
| Ba Lan         | Ipsos                   | 2021 | 33%    | 58%      | 10%                                            |
| Bồ Đào Nha     | Pew Research Center     | 2017 | 59%    | 28%      | 13%                                            |
| Romania        | Eurobarometer           | 2006 | 8%     | 82%      | 10%                                            |
| Nga            | Ipsos                   | 2021 | 23%    | 67%      | 10%                                            |
| Serbia         | GSA                     | 2010 | 8%     | 79%      | 13%                                            |
| Slovakia       | Eurobarometer           | 2006 | 12%    | 84%      | 4%                                             |
| Slovenia       | Delo Stik               | 2015 | 38%    | 55%      | 7%                                             |
| Tây Ban Nha    | Ipsos                   | 2021 | 77%    | 17%      | 6%                                             |
| Thụy Điển      | Ipsos                   | 2021 | 79%    | 17%      | 4%                                             |
| Thụy Sĩ        | Pink Cross              | 2020 | 67%    | 30%      | 3%                                             |
| Ukraine        | Gay Alliance of Ukraine | 2013 | 7%     | 68%      | 12% 13% cho phép một số ngoại lệ               |
| Vương quốc Anh | Ipsos                   | 2021 | 72%    | 19%      | 9%                                             |

| Quốc gia    | Đơn vị khảo sát ý kiến | Năm  | Ủng hộ | Phản đối | Không biết/trung lập/không có câu trả lời/khác |
| ----------- | ---------------------- | ---- | ------ | -------- | ---------------------------------------------- |
| Úc          | Ipsos                  | 2021 | 71%    | 21%      | 8%                                             |
| New Zealand | Research New Zealand   | 2012 | 64%    | 31%      | 5%                                             |

| Quốc gia  | Đơn vị khảo sát ý kiến | Năm  | Ủng hộ | Phản đối | Không biết/trung lập/không có câu trả lời/khác |
| --------- | ---------------------- | ---- | ------ | -------- | ---------------------------------------------- |
| Argentina | Ipsos                  | 2021 | 73%    | 21%      | 6%                                             |
| Brazil    | Ipsos                  | 2021 | 69%    | 25%      | 7%                                             |
| Canada    | Ipsos                  | 2021 | 81%    | 13%      | 6%                                             |
| Chile     | CADEM                  | 2021 | 61%    | 37%      | 2%                                             |
| Colombia  | Ipsos                  | 2021 | 46%    | 44%      | 8%                                             |
| Mexico    | Ipsos                  | 2021 | 59%    | 34%      | 7%                                             |
| Peru      | Ipsos                  | 2021 | 41%    | 52%      | 7%                                             |
| Hoa Kỳ    | Ipsos                  | 2021 | 72%    | 22%      | 6%                                             |

| Quốc gia | Pollster | Năm  | Ủng hộ | Phản đối | Không biết/trung lập/không có câu trả lời/khác |
| -------- | -------- | ---- | ------ | -------- | ---------------------------------------------- |
| Nam Phi  | Ipsos    | 2021 | 69%    | 23%      | 8%                                             |